# Cuisine monégasque
La cuisine monégasque met en valeur la gastronomie méditerranéenne spécifique de la principauté de Monaco dont les mets ont été tout autant influencés par la cuisine provençale et la cuisine italienne voisines.

## Entrées

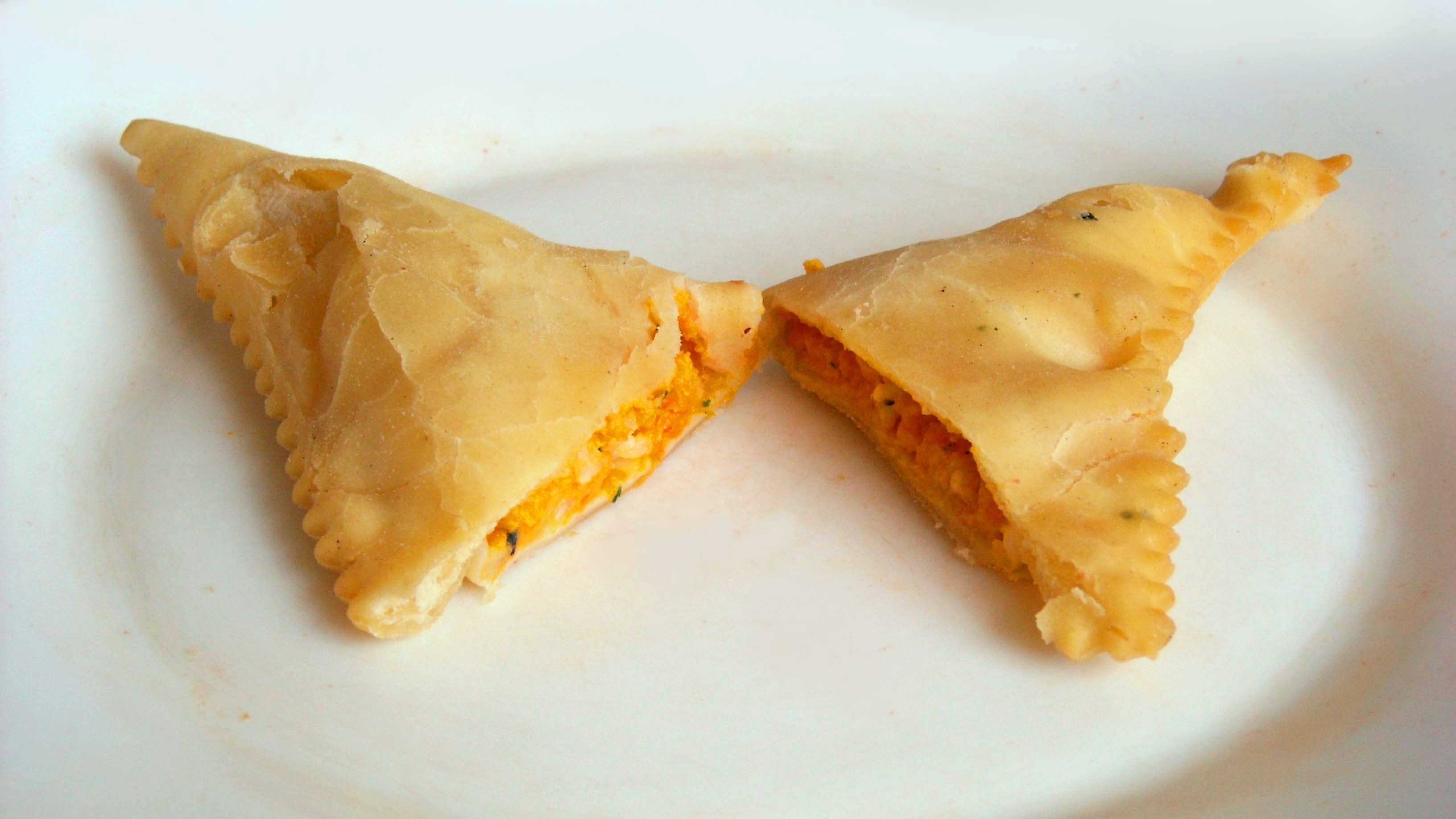
Barbagiuan coupé en deux.

Le barbagiuan, ou barbajuan, est une entrée consommée à Monaco et souvent considérée comme le plat emblématique. Il s'agit d'une raviole frite à l'huile d'olive et farcie de feuilles de blettes ; les préparations modernes peuvent contenir de l'oignon vert, de l'ail, de brousse ou de la ricotta, du parmesan, du basilic ou du persil, voire du riz. Des variantes à base de courge, de viande cuite hachée et d'œuf existent aussi.
La tourte de blettes salée est aussi servie en entrée et est composée de riz, de petit salé et de parmesan.

## Plats

### Stocafi (ou estocafic)
Version monégasque du stockfisch. Il s'agit d'un ragoût de morue séchée réhydratée à l'huile d'olive, d'oignon, d'ail, d'olives noires, de romarin et de sarriette, arrosée de vin blanc,.Historiquement, c'était un plat pauvre à base d'anchois, de picride et de vinaigre consommé le vendredi.

## Desserts
Plusieurs desserts peuvent être considérés comme originaires de Monaco ou, du moins, y sont consommés traditionnellement. Le galapian est un dessert aptésien inventé en 1994 par le maître-pâtissier Alain Bouchard. Les Monégasques l'ont adopté sous la forme d'une tarte sucrée aux amandes et aux cerises parfumée à la vanille,,.
Le Rocher de Ferrero est une confiserie sphérique produite créée par le Monégasque Michele Ferrero et produite depuis 1982.
Les Pavés du Rocher sont une bouchée sucrée à base de miel, d'orange, de citron et de pâte d'amande taillée en forme de rocher. Ce dessert est créé en 1974 par la maison Mulot lors d'un concours organisé par la mairie de Monaco pour célébrer le 25e anniversaire de règne du prince Rainier III,,.
La tourte de blettes sucrée servie en dessert est composée de raisins secs, de pignons, de poudre d'amande et est saupoudrée de sucre glace.
Le pavlova aux fruits et la pogne aux fruits sont d'autres desserts consommés.